# Gömörhegyvég
Gömörhegyvég (1899-ig Poprocs, szlovákul: Poproč) község Szlovákiában, a Besztercebányai kerületben, a Rimaszombati járásban.

## Fekvése
Rimaszombattól 29 km-re északkeletre fekszik, egy kilométeres bekötőút köti össze a Nyustya-Jolsva országúttal (526-os).
Nyugatról Nyustya, délkeletről Dobrapatak, északról és keletről Rónapatak községekkel határos.
4,0323 km²-es területe a 20. század során nem változott számottevően.

## Története
A települést Sebestyén bíró alapította a 15. században. 1413-ban „Felseő Poprocz” alakban említik először. 1450-ben „Podproch” néven említik. 1427-ben 9 porta után adózott. A Derencsényi család birtoka, majd több nemesi családé volt. Lakói állattartással, pásztorkodással, később háziiparral, kézművességgel foglalkoztak. 1773-ban 23 zsellércsalád lakott a településen.
A 18. század végén Vályi András így ír róla: „POPRÓCZ. Tót falu Gömör Vármegyében, földes Urai Gróf Koháry, és több Uraságok, lakosai külömbfélék, fekszik a’ Ratkói járásban, határja meglehetős, vagyonnyai középszerűek, második osztálybéli.”
1828-ban 32 házában 301 lakos élt.
A 19. század közepén Fényes Elek eképpen írja le: „Poprocs, tót falu, Gömör vmegyében, Ratkóhoz nyugotra 1 1/2 órányira: 301 evang. lak., kik sok fatálat, kanalat faragnak. Határa hegyes és felette sovány. F. u. többen. Ut. p. Rimaszombat.”
Borovszky Samu monográfiasorozatának Gömör-Kishont vármegyét tárgyaló része szerint: „Poprócs, a hasonnevű hegytetőn fekvő tót kisközség, 33 házzal és 159 ág. ev. h. vallású lakossal. 1413-ban a Derencsényiek birtoka. Akkoriban két ily nevű község volt a vármegyében Alsó és Felső jelzővel. 1427-ben 81Pathproch, 1450-ben pedig Podproch alakban említik. Később egyes részei a Koháry, majd a Coburg herczegi család tulajdonába kerültek, de e családokon kívül a br. Luzsénszky, a Draskóczy, Bornemisza, Batyik és Szontágh családok is birtokosai voltak. Lakosai azelőtt különféle faeszközök készítésével foglalkoztak és most is sokan a fakanálkészítést háziipar gyanánt űzik. Az ág. ev. templom 1842-ben épült. A község határában magnezit-kőbánya van. Postája Ratkó, távírója s vasúti állomása Nyustya.”
1918-ban magnezitbánya nyílt itt. A trianoni diktátumig területe Gömör-Kishont vármegye Ratkói járásához tartozott.

## Népessége
| Év:            | 1994. | 2004.    | 2014. | 2024.   |
| -------------- | ----- | -------- | ----- | ------- |
| Emberek száma: | 36    | 24       | 24    | 23      |
| Eltérés:       |       | -33,33 % | +0 %  | -4,16 % |

| Év:            | 2023. | 2024.   |
| -------------- | ----- | ------- |
| Emberek száma: | 22    | 23      |
| Eltérés:       |       | +4,54 % |

1910-ben 153, túlnyomórészt szlovák lakosa volt.
1921-ben 162 lakosa volt, valamennyi szlovák nemzetiségű és (egy kivétellel) evangélikus vallású.
2001-ben 27 szlovák lakta.
A falu mára fokozatosan elnéptelenedik, 2011-ben már csak 14 szlovák lakta.

## Külső hivatkozások
- Községinfó
- E-obce.sk